# Pieter Bustijn

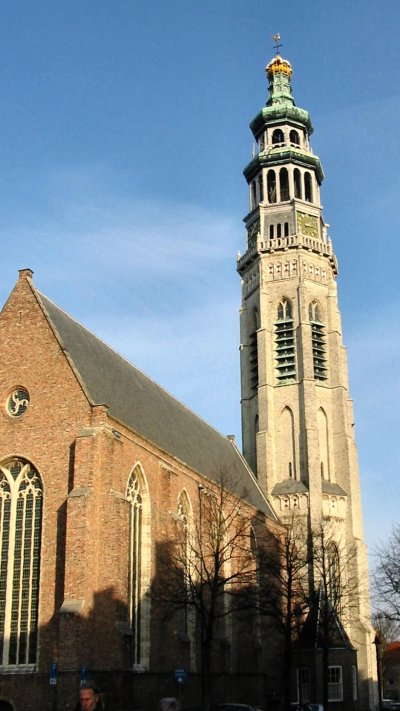
Nieuwe Kerk und Lange Jan

Pieter Bustijn (getauft 1649 in Middelburg; † 22. November 1729 ebenda) war ein niederländischer Komponist und Organist.
Bustijn verbrachte sein gesamtes Leben in seiner Heimat. Er war Organist und Carilloneur an der Nieuwe Kerk in Middelburg. Zu seinen Kompositionen gehören mehrere Cembalosuiten. Abschriften dieser 1712 bei Estienne Roger in Amsterdam gedruckten Suiten befanden sich in der Sammlung von Johann Sebastian Bach.

## Aufnahmen
- Harpsichord in the Netherlands, Bob van Asperen (Sony B00000277E, 1991) - Nur die Suitte No. 5 in G moll
- Unico Van Wassenaer & Contemporaries, Jacques Ogg (Globe #5101, 1993) - Nur die Suitte No. 6 in a moll
- Pieter Bustijn - Suittes pour le Clavessin, Alessandro Simonetto (OnClassical OC49B, 2011, auch lizenzierte für Brilliant Classics 94187, 2011) - Alle neun Suiten
- Baroque Music in the Netherlands, Jörn Boysen (Nederlands Muziekinstituut NMI CD1202, 2012) - Nur Suitte No. 2 in D dur & Suitte No. 6 in a moll

| Personendaten    | Personendaten                           |
| ---------------- | --------------------------------------- |
| NAME             | Bustijn, Pieter                         |
| KURZBESCHREIBUNG | niederländischer Komponist und Organist |
| GEBURTSDATUM     | 1649                                    |
| GEBURTSORT       | Middelburg                              |
| STERBEDATUM      | 22. November 1729                       |
| STERBEORT        | Middelburg                              |